# My Słowianie
My Słowianie – We Are Slavic – singel producenta muzycznego Donatana i wokalistki Cleo, który ukazał się cyfrowo 4 listopada 2013 nakładem wytwórni muzycznej Urban Rec. Utwór pochodzi z albumu Hiper/Chimera.

## Historia utworu

### Nagrywanie
Kompozycja utrzymana jest w stylistyce hip-hopu z elementami folku i R&B. Jak opisywał Donatan, piosenka jest „parodią piosenki «Nie lubimy robić»”. Piosenka została zarejestrowana w krakowskim studiu nagraniowym Gorycki & Sznyterman. Miksowanie i mastering wykonał znany z występów w zespole Delight Jarosław „Jaro” Baran. W sesji nagraniowej wzięli także udział – altowiolinistka Magdalena Brudzińska, członkini zespołu Sirrah i Jacek Kopiec, który zagrał na akordeonie.
9 lutego 2014 ukazała się anglojęzyczna piosenki – „Slavic Girls”. 6 maja do sprzedaży trafiły single zawierające remiksy „My Słowianie” w polskojęzycznej i anglojęzycznej wersji.

### Teledysk

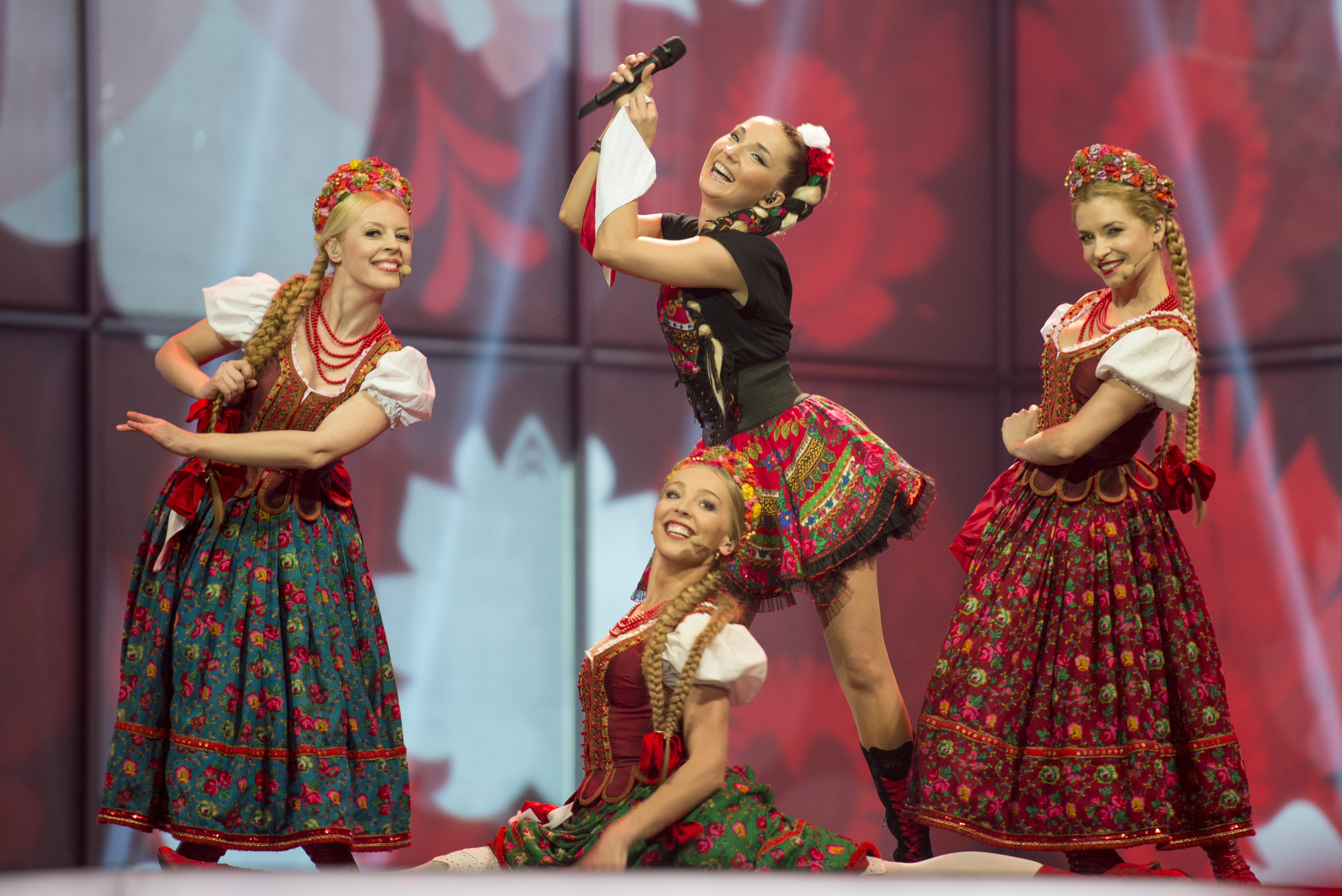
Cleo podczas występu w 59. Konkursie Piosenki Eurowizji w Kopenhadze, maj 2014

W listopadzie 2013 został opublikowany teledysk do piosenki, który wyreżyserował Piotr Smoleński na podstawie scenariusza autorstwa Donatana. Klip został zrealizowany w Muzeum Rolnictwa im. ks. Krzysztofa Kluka w Ciechanowcu, wystąpił w nim Zespół Pieśni i Tańca Uniwersytetu Warszawskiego „Warszawianka”, a także modelki, w tym m.in. Kamila „Luxuria Astaroth” Smogulecka oraz Aleksandra Ciupa. W lutym premierę miał teledysk do anglojęzycznej wersji utworu.

### Odbiór
Oficjalny teledysk do utworu w niespełna trzy tygodnie od dnia premiery został wyświetlony około 15 mln razy na łamach serwisu YouTube. Kompozycja dotarła m.in. do 2. miejsca zestawienia AirPlay.
Fraza My Słowianie znalazła się na 1. miejscu rankingu Google Zeitgeist w kategorii Polska muzyka na topie w 2013.

### Konkurs Piosenki Eurowizji

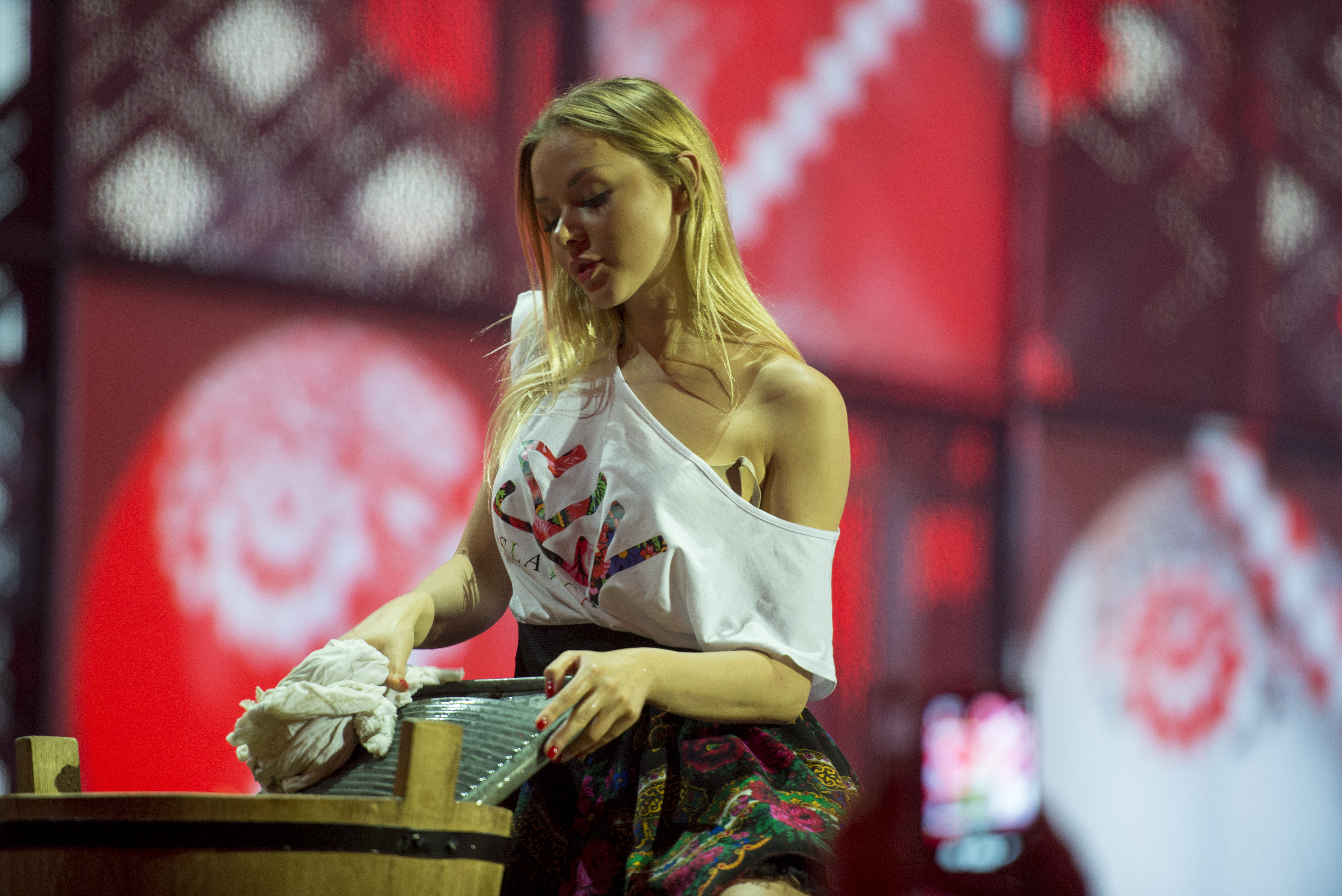
Aleksandra Ciupa w trakcie prób do występu w 59. Konkursie Piosenki Eurowizji w Kopenhadze, maj 2014

Pod koniec lutego 2014 Telewizja Polska ogłosiła, że utwór będzie reprezentował Polskę podczas 59. Konkursu Piosenki Eurowizji. Utwór został zaprezentowany w drugim półfinale konkursu i zakwalifikował się do finału z 8. miejsca. Podczas koncertu finałowego, który odbył się 10 maja, piosenka zdobyła łącznie 62 punkty, zajmując ostatecznie 14. miejsce w końcowej klasyfikacji. Wynik wzbudził kontrowersje w kraju z powodu dużej rozbieżności między głosowaniem telewidzów oraz krajowych komisji jurorskich: po zsumowaniu jedynie rezultatu głosowania telefonicznego, kompozycja zajęłaby 5. miejsce (wygrywając w rankingach w Wielkiej Brytanii, Irlandii, Norwegii i na Ukrainie), natomiast przy uwzględnieniu tylko notowań jurorskich, skończyłaby udział na 23. miejscu. Podczas występu Cleo towarzyszyły trzy tancerki zespołu ludowego „Mazowsze”: Alesia Turonak, Sylwia Klan i Anna Łapińska, oraz dwie fotomodelki: Aleksandra Ciupa oraz Paula Tumala, których choreografia oraz skąpe kreacje zostały określone przez Torbjörna Eka, dziennikarza szwedzkiego dziennika Aftonbladet, jako seksistowskie, czemu zaprzeczyła sama Cleo.

## Lista utworów
CD Maxi-Single
1. „My Słowianie” – 3:10
2. „Slavic Girls” – 3:10
3. „My Słowianie – We Are Slavic” (Eurovision Mix) – 2:57
4. „Slavic Girls” (Jaro Dubstep Remix) – 2:58
5. „Slavic Girls” (Teka Trap Remix) – 3:12

## Przeróbki
Utwór doczekał się wielu przeróbek. Wg Cleo i Donatana najlepsza interpretacja jest na stacje dyskietek.

## Notowania na listach przebojów
| Państwo | Lista                      | Najwyższa pozycja |
| ------- | -------------------------- | ----------------- |
| Polska  | AirPlay – Top              | 2                 |
| Polska  | AirPlay – Nowości          | 2                 |
| Polska  | AirPlay – Największe skoki | 5                 |
| Polska  | AirPlay – TV               | 1                 |
| Polska  | Top dyskoteki              | 6                 |